# Еміліо Хірцель
Емі́ліо Хі́рцель (італ. Emilio W. Hirzel; ? — 2 травня 1932, Мілан) — італійський спортивний функціонер, четвертий президент футбольного клубу «Інтернаціонале».

## Біографія
Будучи президентом «Інтера», він досяг з командою третього місця в єдиній групі ломбардського відбіркового раунду чемпіонату Італії 1912–1913 років. У 1913 році він залишив «Інтер», і його наступником став Луїджі Ансбахер.
Пізніше, у 1917 році, під час заснування U.L.I.C. (італ. Unione Libera Italiana del Calcio), він обійняв посаду віце-президента, продовжуючи підтримувати ліберальний рух доктора Луїджі Маранеллі.
Похований на Цвинтарі Маджоре в Мілані, де його останки згодом були перепоховані в колумбарну нішу.